# Upang Ceria
Upang Ceria is een bestuurslaag in het regentschap Banyuasin van de provincie Zuid-Sumatra, Indonesië. Upang Ceria telt 1919 inwoners (volkstelling 2010).